# Natalia Malykh
Natalia Nikolaievna Malykh (em russo: Наtалья Николаевна Малых ; Volgogrado, 8 de dezembro de 1993) é uma voleibolista russa que atua na posição de oposta, mas também pode atuar como ponteira passadora.
No ataque a jogadora pode chegar a 3,08 m de altura e no bloqueio alcança 2,97m. Em agosto de 2015 assinou um contrato de 2 anos com a equipe do Dínamo Krasnodar.

## Clubes
| Clube                  | De        | A         |
| ---------------------- | --------- | --------- |
| Voljanotchka Volgograd | 2001-2002 | 2011-2012 |
| Zaretchie Odintsovo    | 2012-2013 | 2014-2015 |
| Dinamo Krasnodar       | 2015-2016 | ...       |

## Títulos

### Seleção Russa
- Campeonato Europeu 2013
- Universíada 2013

### Clubes
- Challange Cup 2014 (Zaretchie Odintsovo)

## Prêmios Individuais
- MVP da Challenge Cup 2014